# Mill (Pays-Bas)
Pour les articles homonymes, voir Mill.

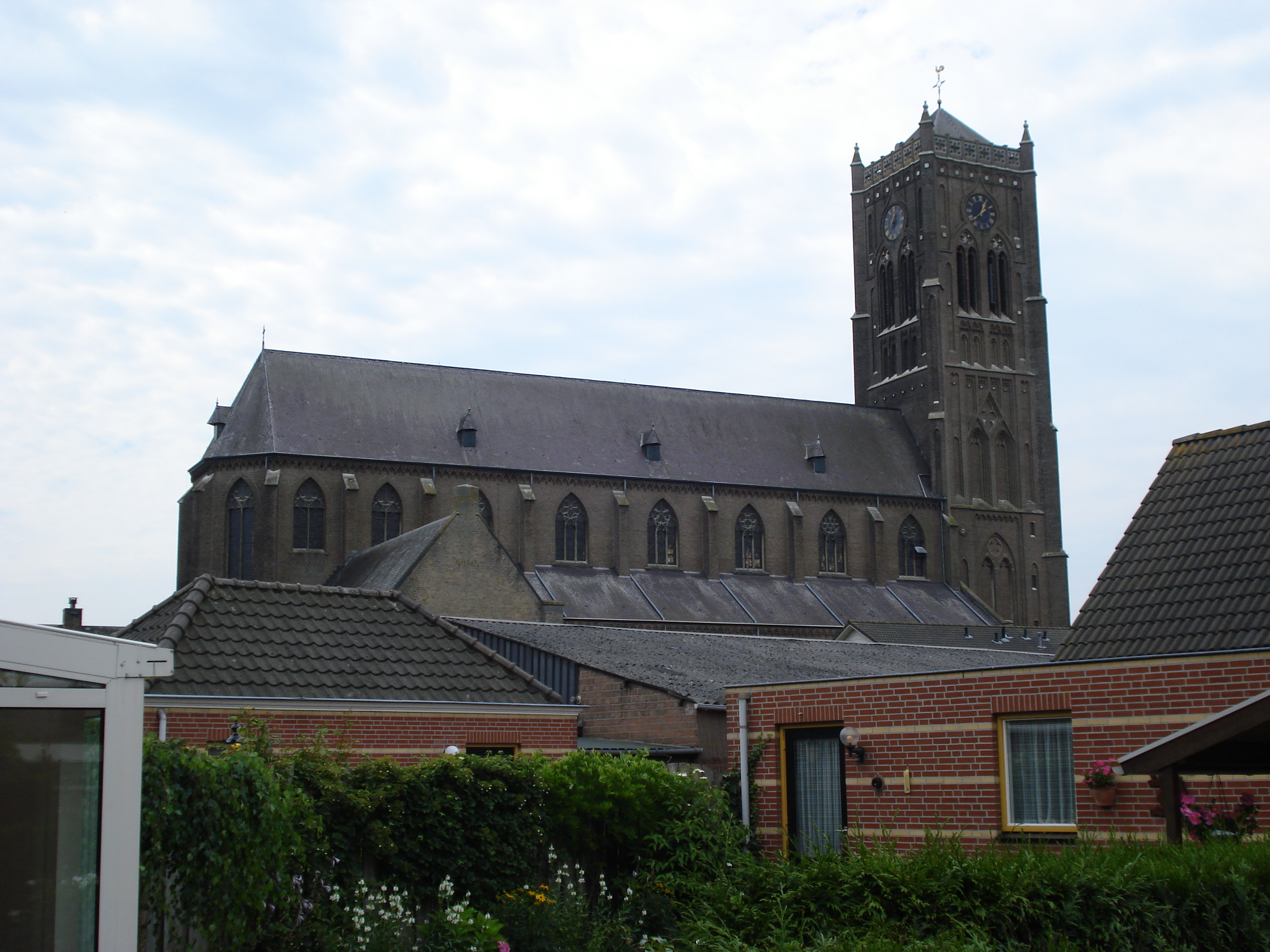
Mill, l'église Saint Willibrord

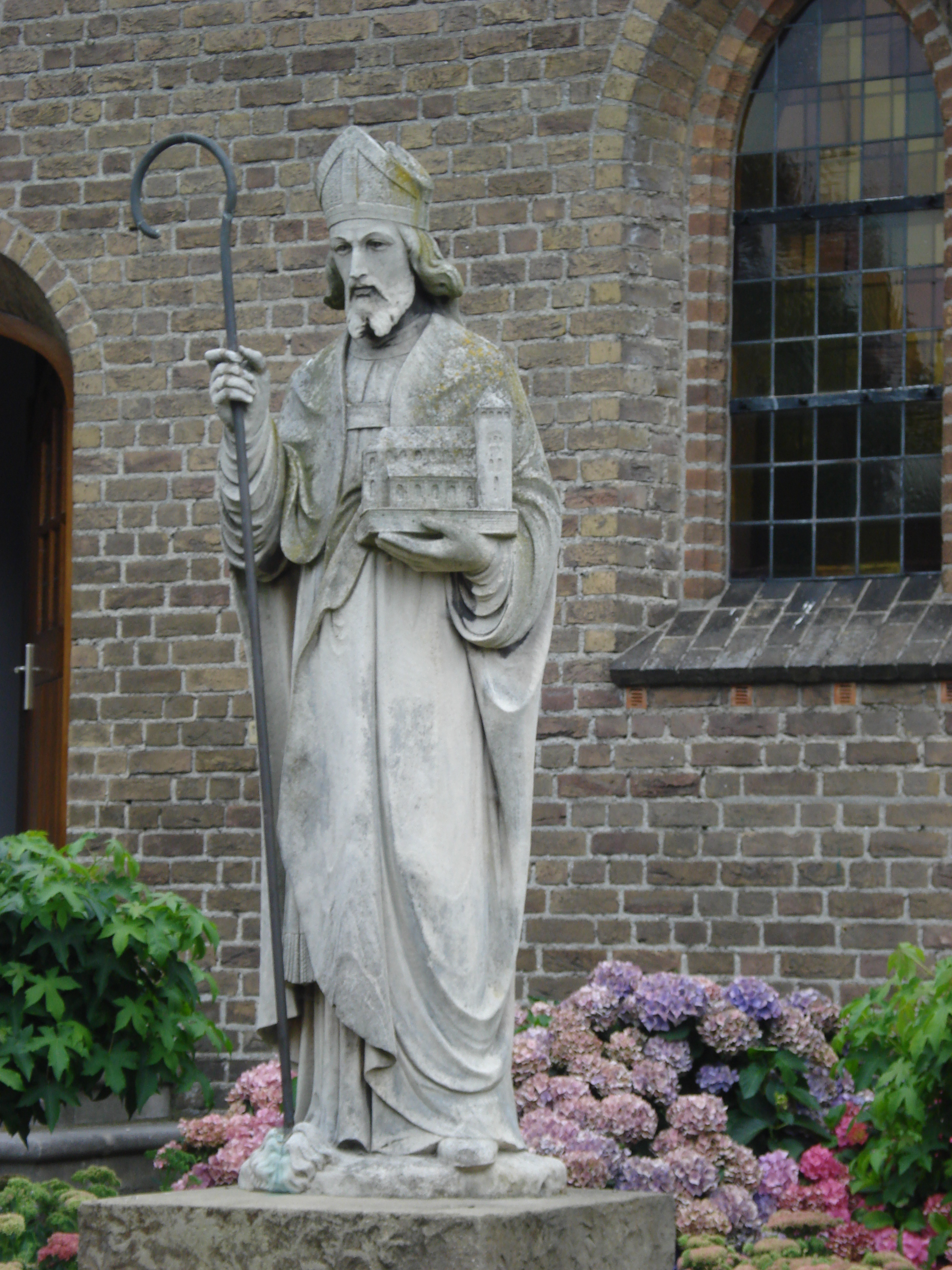
Mill, statue de Saint Willibrord

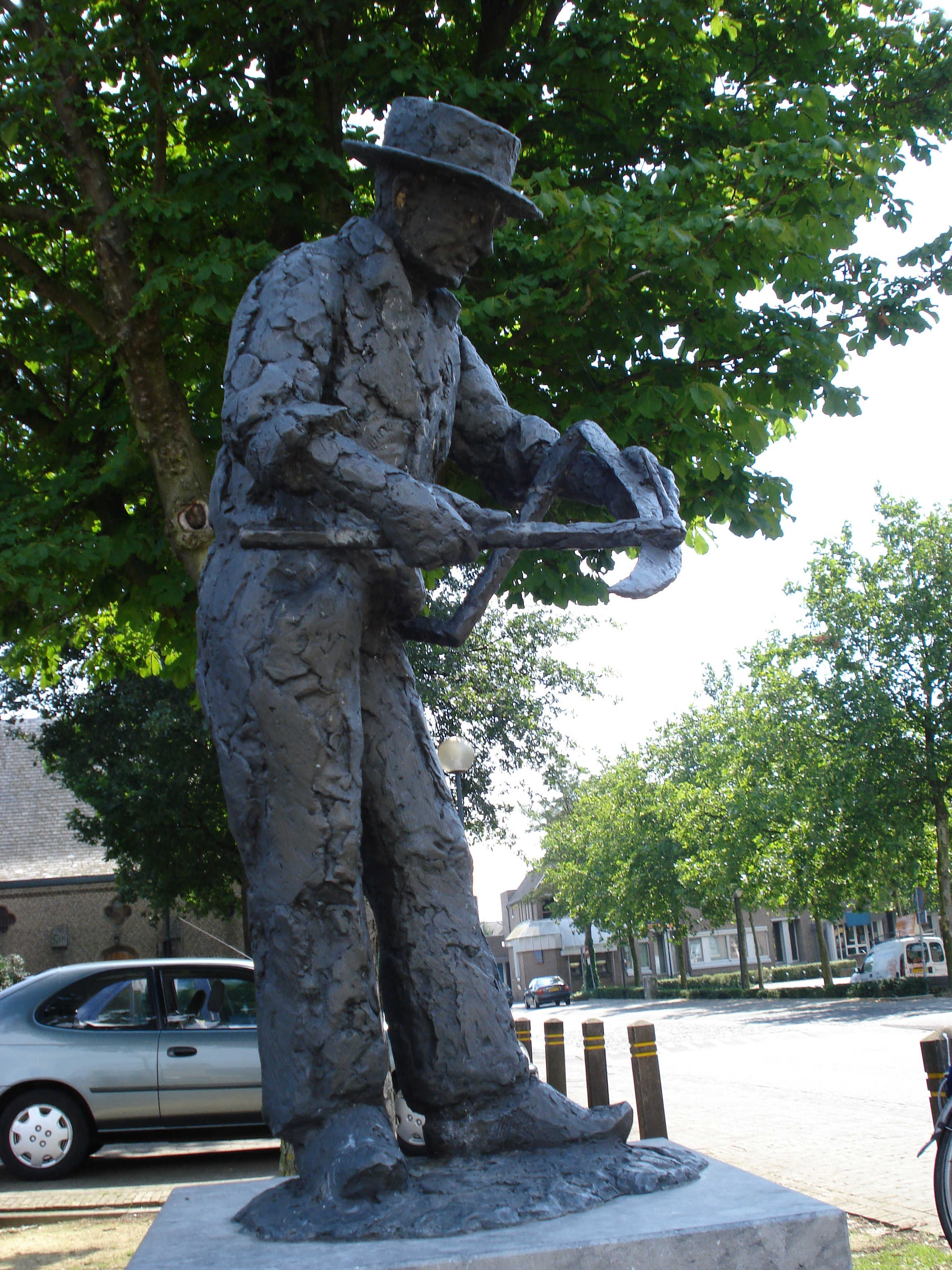
Mill, sculpture « le faucheur »

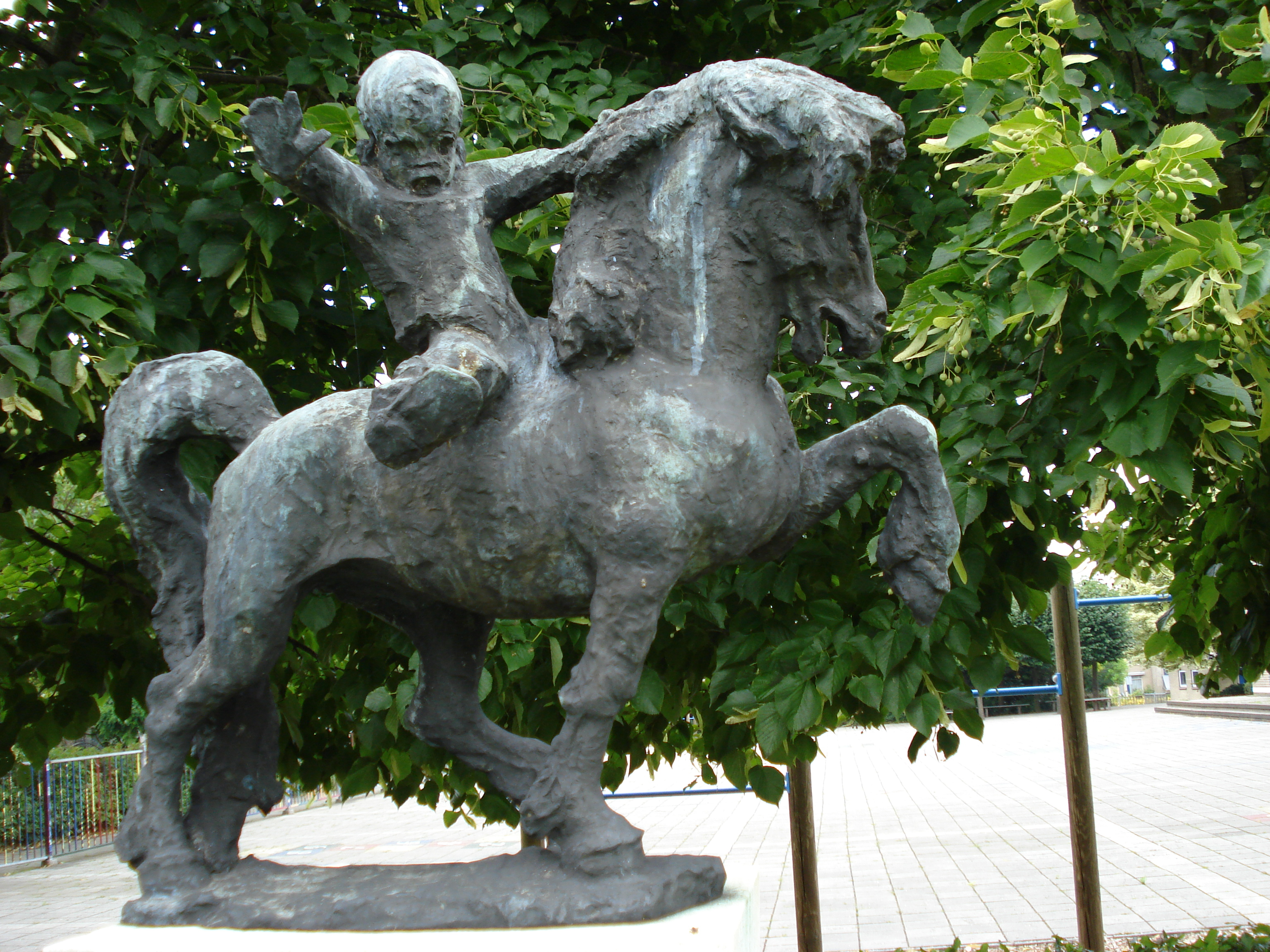
Mill, sculpture devant l'école

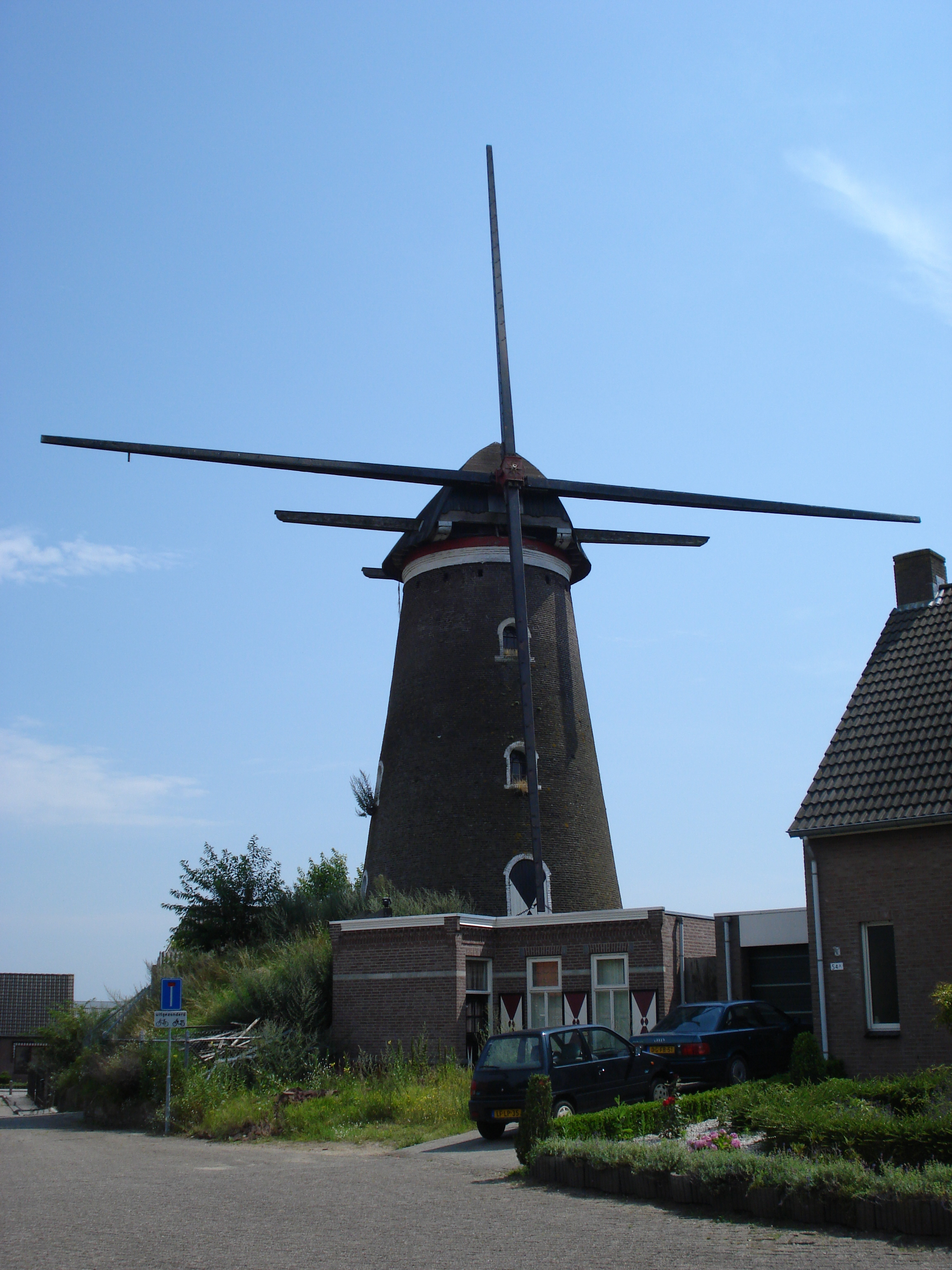
Mill, l'ancien moulin

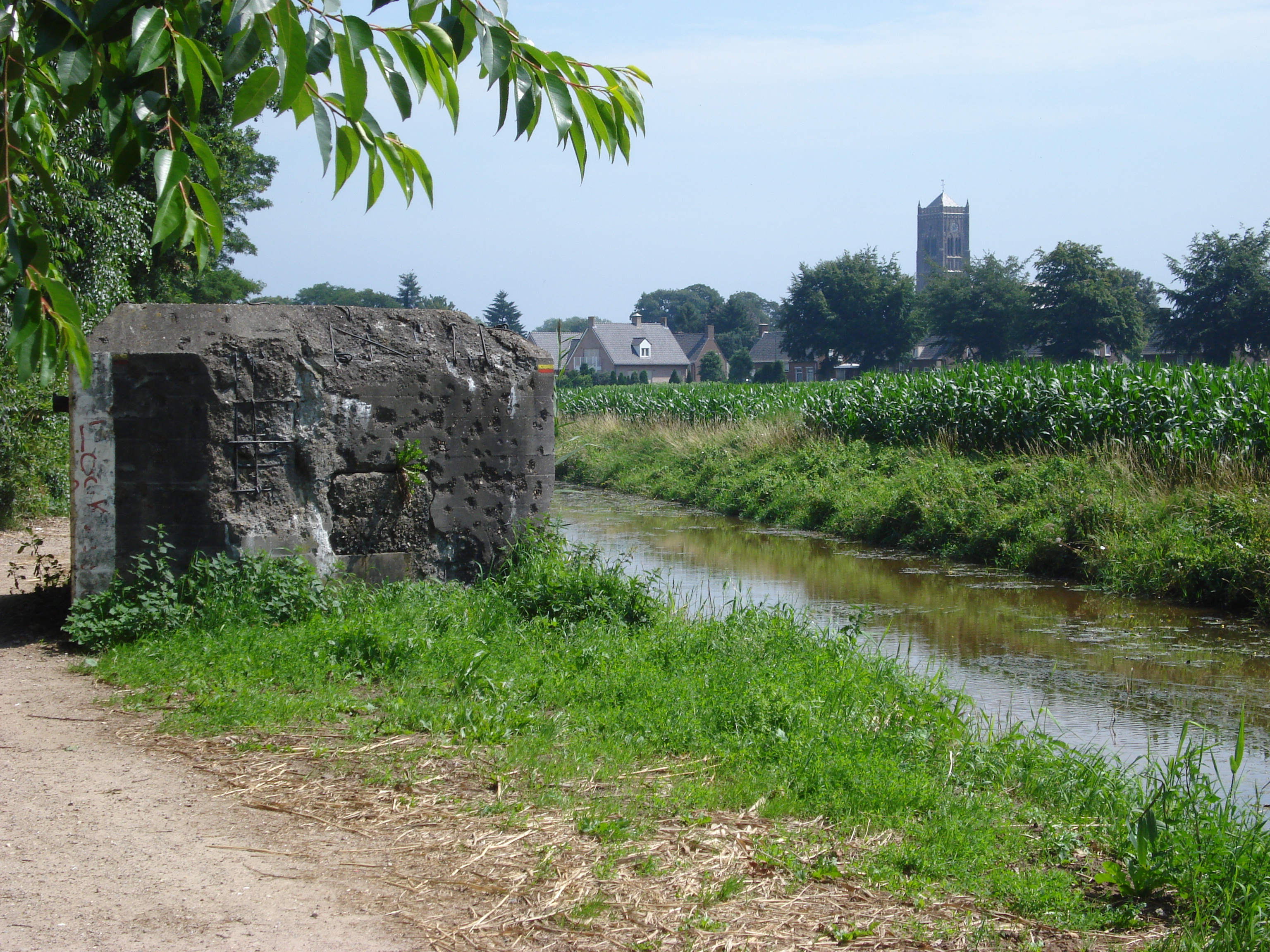
Mill, Canal de défense avec casemate

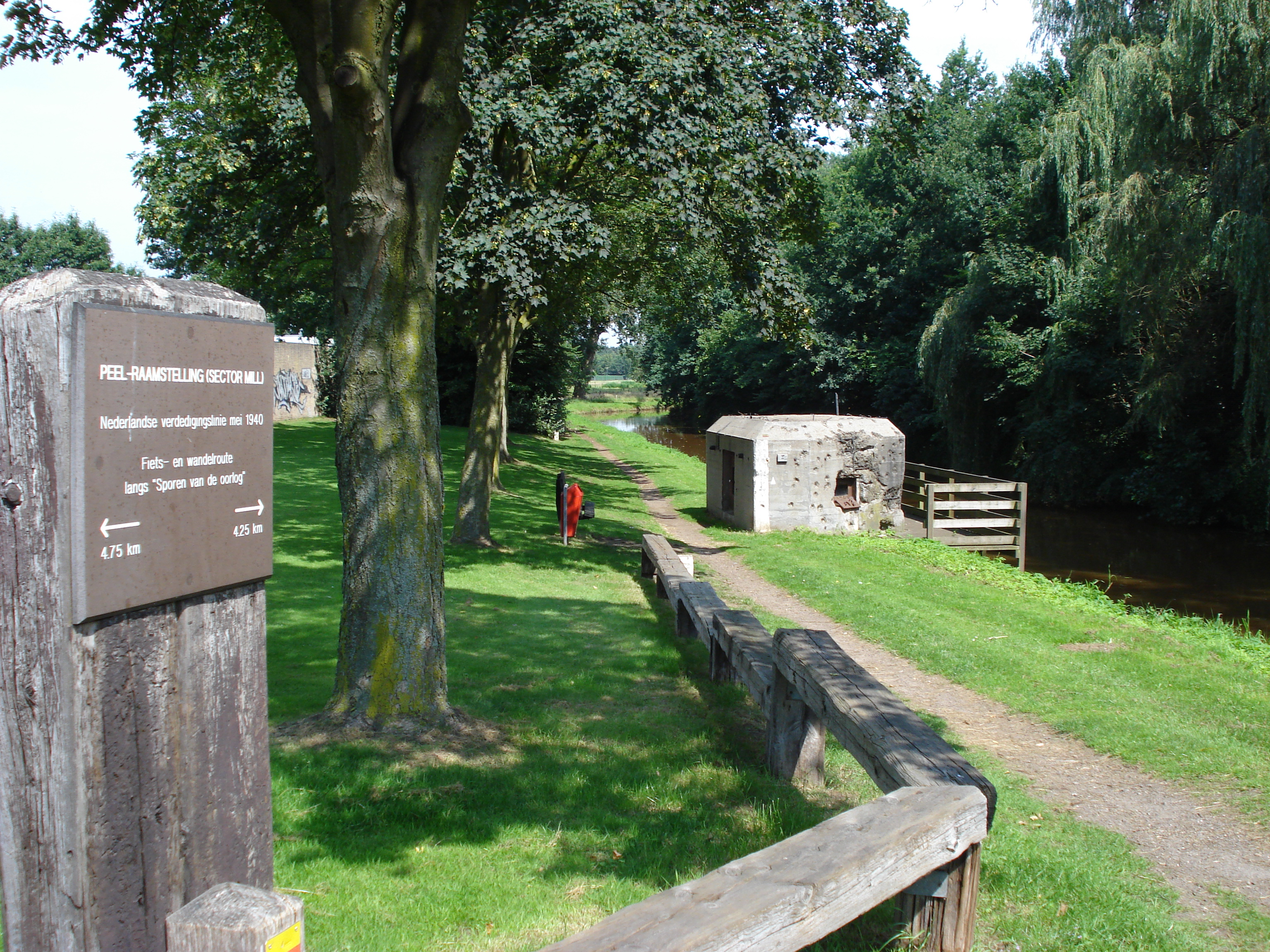
Mill, casemate de la ligne de défense Peel-Raam

Mill est un village et le chef-lieu de la commune néerlandaise de Mill en Sint Hubert de la province du Brabant-Septentrional situé au nord-est de la région naturelle du Peel. Le 1er janvier 2007, le village compte 6 039 habitants.

## Le nom
Rien n'est sûr sur l'origine du nom Mill. Mill pourrait signifier moulin, mais aussi mille, lieu ou borne. La première mention écrite connue date de 1166 ; on écrit alors Millen. On trouve la racine Mil aussi dans le nom du village Milheeze, commune de Gemert-Bakel.

## Histoire
Selon des trouvailles archéologiques peu nombreuses, des traces d'habitation remontent au Néolithique, environ 800-400 av. J.-C. On a trouvé quelques restes de poterie romaine.
Jusqu'au XIIe siècle, le territoire était difficilement habitable vu sa position entre les tourbières du Peel et les marais herbeux et boisés de la Meuse. Une motte féodale du IXe siècle, a été remplacée au XVe siècle par le château actuel, Tongelaar (voir Gassel).
Mill était situé dans le Pays de Cuijk. Au XIIe et XIIIe siècles, les Seigneurs de Cuijk étaient très liés aux comtes de Hollande, mais cela engendrait aussi des luttes et après le meurtre de Florent le Noir, frère du comte Thierry VI en 1132, ce dernier a pris Cuijk. En 1282, Jean I de Cuijk cède le domaine de Tongelaar à Florent V, comte de Hollande. Des colons hollandais, habitués à la vie des marais, colonisent quelques marais de Mill. Un lieu-dit, situé entre Mill et Gassel, s'appelle toujours Hollanderbroek, le marais des Hollandais. On utilisait dans la région déjà au Moyen Âge le morgen, mesure Hollandaise pour les superficies. De plus, pour se faire pardonner le meurtre, les seigneurs de Cuijk dotent l'abbaye des prémontrés de Beesd de terres sur Mill et Escharen. Les moines ont certainement contribué aux défrichements[réf. nécessaire].
Les autres abbayes ayant des propriétés à Mill et aux environs étaient celle d'Echternach et de Mariënweerd. L'église partage avec Echternach saint Willibrord comme patron. L'abbaye de Mariënweerd possédait ici plusieurs métairies et partageait ses droits de moulinage avec le village. L'hospice Sainte Catharine de Grave aussi avait de nombreux droits sur Mill.
En 1308, Jean I de Cuijk donne des terres communales au villages. Tous les villages avaient des parcelles de terre grasse au bord de la Meuse, ainsi que des parcelles de forêts et de tourbières sur le Peel. Ainsi évitant la grande propriété, on donnait au petit paysan accès aux terres. Les frontières des terres communales des villages n'étaient pas fixées. Ceci engendrait beaucoup de luttes frontalières entre villageois et quand plus tard les terres communales sont devenues possessions propres des communes, ces dernières sont devenues propriétaires de terres situés dans d'autres communes. Cette situation a duré jusqu'au début du XIXe siècle. On retrouve des signes de cette parcellisation dans des noms tels que le « Katwijkse Peel », propriété de Katwijk sur le territoire de Mill.
Le Seigneur de Cuijk possédait le droit de justice sur Mill. Dès le XIVe siècle Mill forme avec Wanroy et Sint Hubert un seul collège d'échevins (schepenbank) avec Mill pour chef-lieu. Plus tard les trois villages ont pour les affaires plus locales chacune leur propre conseil, toujours sous le seul collège d'échevins. Jusqu'à la révolution batave, les trois villages sont restés unis. Vers 1810 à la formation des communes des Pays-Bas, Wanroy chosit l'indépendance communale, tandis que Sint Hubert reste fidèle à Mill en formant la commune de Mill en Sint Hubert.

## La paroisse
Le cartulaire de l'abbaye des Prémontrés de Beesd donne des informations précieuse sur la première histoire de la paroisse de Mill. On ne sait pas quand on a construit une première chapelle dédié à Saint Willibrord, probablement au XIIe siècle, puisqu'on parle de son agrandissement au XIIIe siècle. C'était une succursale de la paroisse de Boxmeer, qui dans ce temps s'appelait encore simplement Meer. Meer et donc Mill faisaient partie de l'évêché de Liège et c'est l'évêque de Liège qui en 1326 élève la chapelle de Mill au rang d'église paroissiale, avec les chapelles St. Hubert et Wanroy en dépendances.
En 1648, à la Paix de Munster, le Pays de Cuijk, donc Mill, est intégré à la République des Sept Provinces et placé par conséquent sous gouvernement protestant. L'église de Mill est saisi et donné aux protestants, dont il n'y en avaient que fort peu à Mill : le pasteur, le bedeau et leurs familles ; la population étant restée catholique. Heureusement pour eux, un petit noble à Mill ouvre la chapelle de son château Aldendriel pour les catholiques ; de cette chapelle restent quelques vestiges. En 1745 on construit une grange-église.
Quand en 1794, au moment de l'arrivée de l'occupant français, on redonne l'ancienne église aux catholiques, celle-ci est déjà tombée en ruine. Ainsi on utilise la grange-église jusqu'à 1825, année de la consécration d'une nouvelle église, qui a servi jusqu'en 1877. En 1877 celle-ci est remplacée par l'actuelle église Saint Willibrord.
Depuis 2004, la paroisse est un des cinq partenaires de l'unité pastorale de Mill.

## Bataille de Mill des 10 et 11 mai 1940

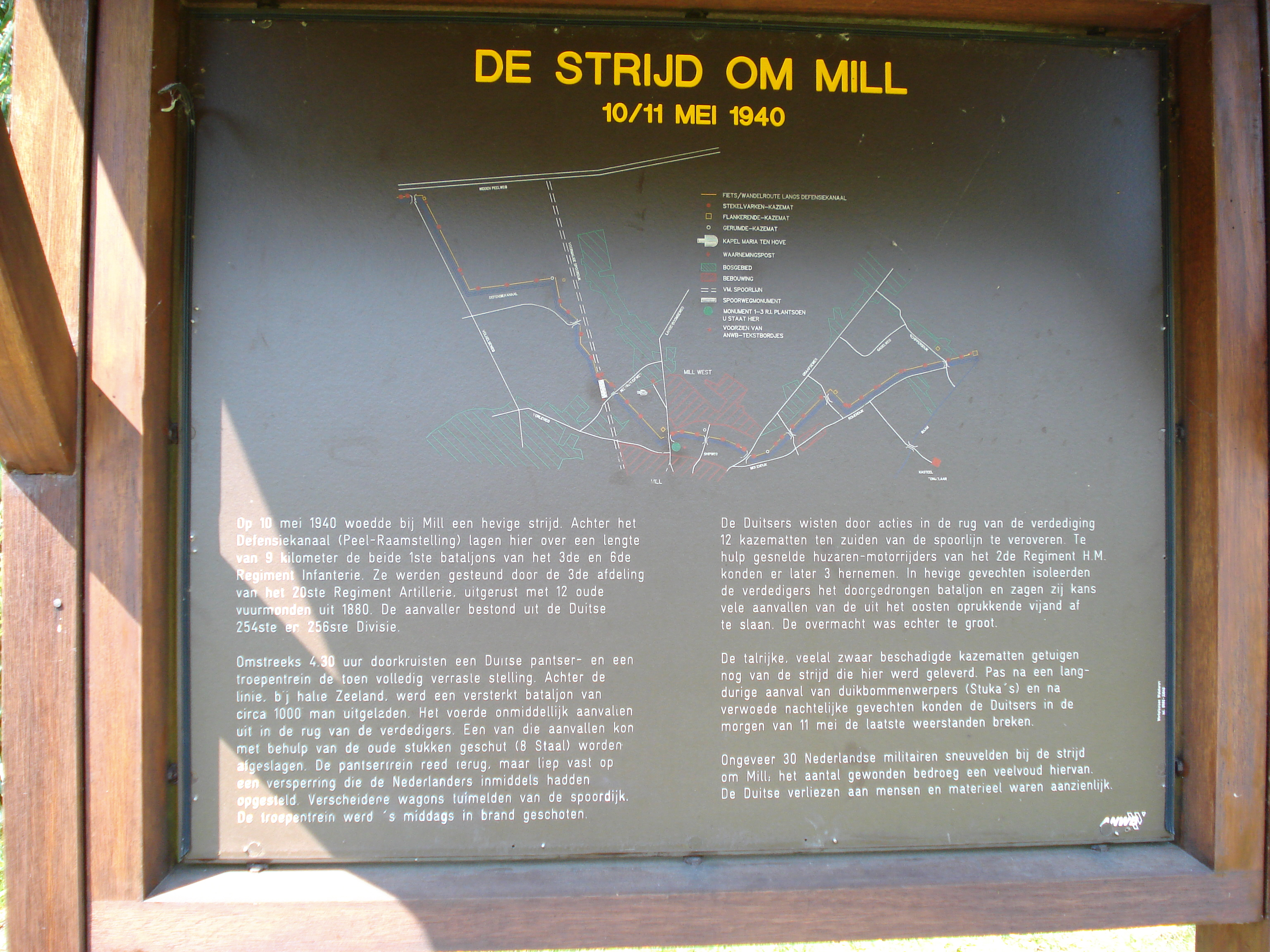
Panneau explicatif « la bataille de Mill », 10-11 mai 1940

Traduction du texte sur la photo à gauche
Mill a été le théâtre d'une bataille féroce le 10 mai 1940.
Les bataillons néerlandais des 3e et 7e régiment d'infanterie, aidés par le 3e département du 20e régiment d'artillerie, ne disposant que de 12 canons datant de 1880, repartis sur 8 km derrière le Canal de Défense de la ligne Peel-Raam faisant face aux 245e et 256e divisions allemandes.
Vers 4 h 30 du matin, un train blindé franchi la ligne de défense par surprise, déposant environ 1 000 soldats allemands à Zeeland pour attaquer les Néerlandais de l'arrière. À son retour le train est arrêté puis brulé.
Les Allemands prennent 12 casemates par revers. Les hussards-motards néerlandais viennent en renfort, un bataillon allemand est isolé au sud et plusieurs attaques sont repoussées à l'est. Mais la différence de puissance est trop grande.
Le grand nombre de casemates dédommagées témoigne de cette lutte. Ce n'est qu'après une longue attaque de bombardiers en piqué (Stuka) et après des luttes féroces pendant toute la nuit les Allemands ont pu casser le lendemain 11 mai les dernières résistances. Environ 30 soldats néerlandais sont tombés et le nombre des blessés est très élevé. Les Allemands ont également subis des pertes graves.